# Schauspielhaus Bochum

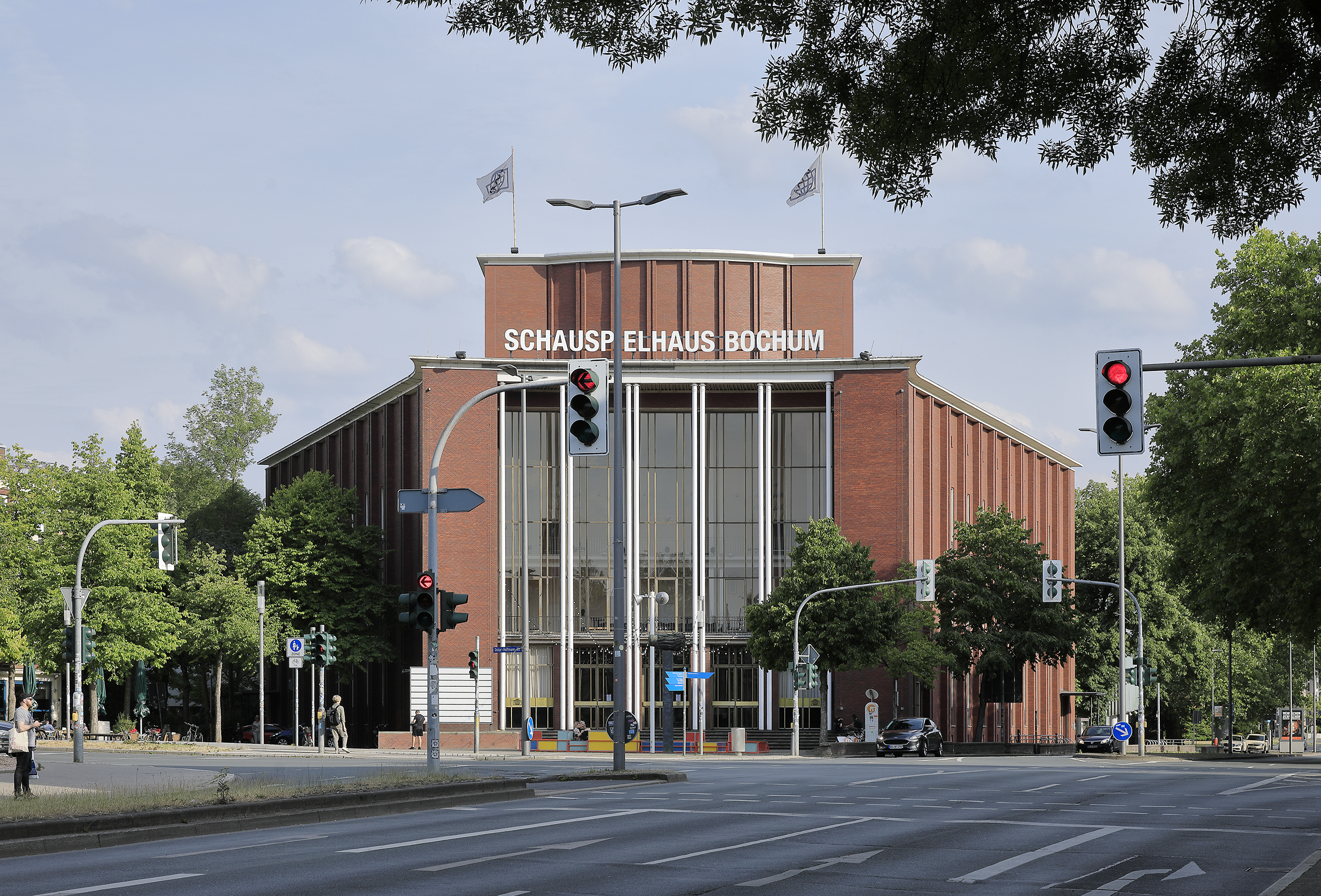
Schauspielhaus Bochum 2019

Das Schauspielhaus Bochum an der Königsallee in Bochum, Ortsteil Ehrenfeld, gehört zu den großen und renommierten Theatern in Deutschland.

## Geschichte

### Vorgeschichte von 1907 bis 1919
Das unter Bauherrschaft von Clemens Erlemann, dem Entwickler des Bochumer Stadtviertels Ehrenfeld, nach den Plänen des Architekten Paul Engler 1907–1908 erbaute Varietétheater wurde zunächst unter dem Namen „Orpheum“ eröffnet und war bei seiner Eröffnung im Oktober 1908 die größte Bühne des Ruhrgebiets. Es erhielt schon bald den neuen Namen „Apollo-Theater“, litt aber wegen mangelnder Auslastung anhaltend unter wirtschaftlichen Schwierigkeiten. Es zeigte sich, dass das von Erlemann aus nicht bekannten Gründen favorisierte Konzept eines Varietétheaters mit unterhaltsam-volkstümlichen Stücken am Publikumsgeschmack vorbeilief, wobei die mangelnde Resonanz in der Bevölkerung auch auf die miserable Akustik des Gebäudes und die schlechte Sicht auf die Bühne zurückzuführen war. Da schon nach kurzer Zeit eine zunehmende Anzahl der 2.000 Plätze freiblieb, musste Erlemann das Theater 1909 schließen und begann im Juni 1912 auf eigene Kosten mit den Arbeiten zum Umbau in eine Theaterbühne. Erlemanns finanzielle Basis erwies sich jedoch als unzureichend, sodass er wenig später Konkurs anmelden musste.
Das Theater wurde schließlich von der Stadt Bochum übernommen und 1914/1915 durch den als Theater-Spezialisten geltenden Kölner Architekten Carl Moritz vollständig umgebaut und 1915 als Stadttheater wiedereröffnet. Durch den Umbau wurden die Fassaden mit ihren Jugendstilelementen verändert und im Stil des Neoklassizismus umgestaltet.
Da noch kein eigenes Ensemble existierte, gastierten während des Ersten Weltkriegs die städtischen Bühnen aus Düsseldorf und Essen in Bochum.

### Ära Saladin Schmitt, 1919 bis 1949

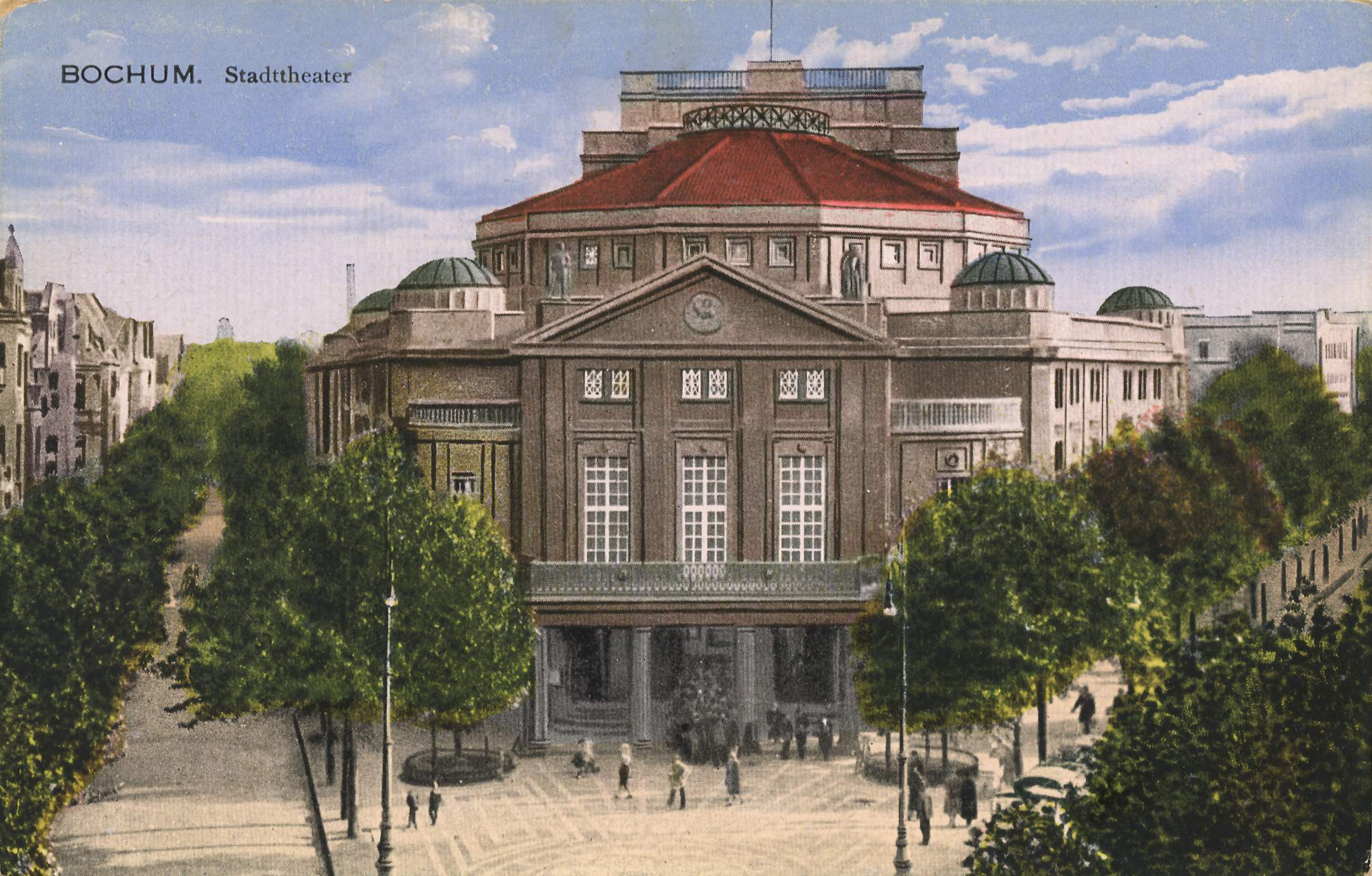
Das Stadttheater Bochum (ca. 1920) vor seiner Zerstörung im Zweiten Weltkrieg

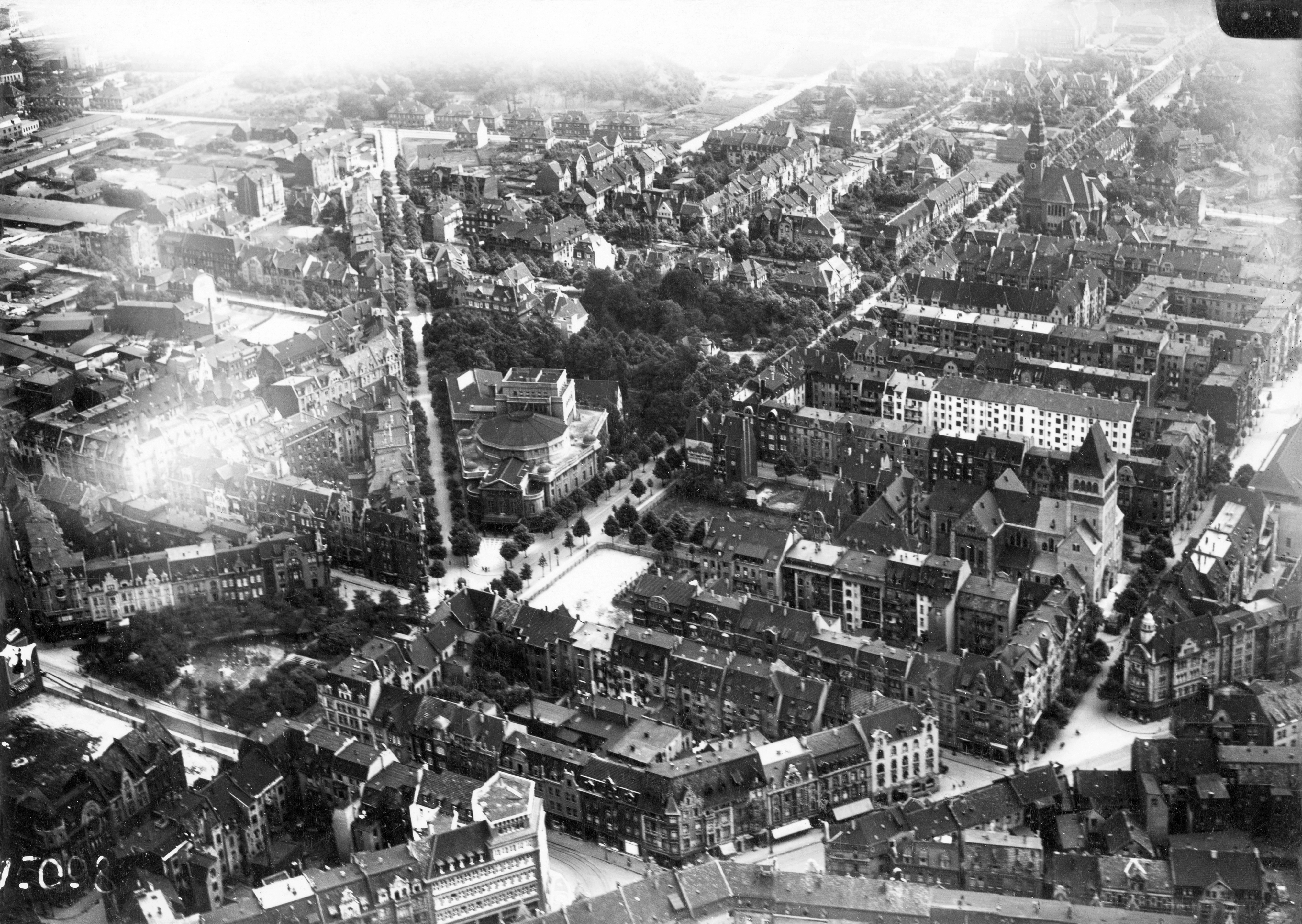
Das Stadttheater im Ehrenfeld, um 1926

Ein eigenes Schauspielensemble wurde erst mit der Berufung von Saladin Schmitt als Intendant gegründet. Die erste Aufführung mit Bochumer Schauspielern war am 15. April 1919 das Trauerstück von Grillparzer Des Meeres und der Liebe Wellen. Im gleichen Jahr wurden auch gleichzeitig die Bochumer Symphoniker gegründet. 
Nach Gründung der Duisburger Oper am 25. September 1921 schloss die Stadt Bochum mit der Stadt Duisburg einen Vertrag, wonach die Schauspielaufführungen vom Schauspielhaus Bochum nach Duisburg und gleichzeitig musikalische Aufführungen der Duisburger Oper nach Bochum übernommen wurden. Der gemeinsame Generalintendant beider Häuser war Saladin Schmitt.
Unter ihm machte sich das Theater schon bald überregional als Shakespeare-Bühne einen Namen, die sich auch konsequent mit den deutschen Klassikern auseinandersetzte. Schmitt prägte mit der weitgehend werkgetreuen Inszenierung deutscher Klassiker den „Bochumer Stil“. Die Spielplangestaltung geschah auch durch Zyklen dieser Schriftsteller. So gab es 1927 und 1937 vermehrt Shakespeare, 1928 Goethe, 1932 Gerhart Hauptmann, 1936 Heinrich von Kleist, 1939 Christian Friedrich Hebbel, 1941 Christian Dietrich Grabbe und 1942 Franz Grillparzer als künstlerische Schwerpunkte.
Zu den Stars des Bochumer Ensembles dieser Zeit gehörten Gisela Uhlen und Horst Caspar. Zum Ende der Spielzeit 1934/1935 wurde die Theatergemeinschaft mit Duisburg beendet.
Die Innenräume wurden 1938 von dem Stadtbaurat Heinrich Timmermann noch einmal umgebaut. In der Zeit wurde auch eine „Führerloge“ eingebaut.
Saladin Schmitt sorgte auch für die Gründung der Bochumer Schauspielschule. Sie wurde am 26. April 1939 während einer Friedrich-Hebbel-Woche unter der Anwesenheit des Präsidenten der Reichstheaterkammer, Ludwig Körner, eröffnet. Schmitt als Intendant war auch nominell der Leiter, übertrug diese Aufgabe aber dem Ensemblemitglied Willi Busch.
Anfang September 1944 wurde aufgrund einer Anordnung Görings alle Schauspieler, Musiker und weitere Beschäftigte von Kultureinrichtungen dazu verpflichtet, sich „für eine kriegswichtige Beschäftigung zur Verfügung“ zu stellen, das Schauspielhaus musste seinen Betrieb einstellen. Das Gebäude selbst wurde bei einem Luftangriff der Royal Air Force auf Bochum am 4. November 1944 bis auf die Grundmauern zerstört.
Schon am 17. Dezember 1945 wurde im Stadtpark-Restaurant, dem sogenannten „Parkhaus“, im Stadtpark Bochum, das erste Theaterstück gespielt. Es war Grillparzers „Weh dem, der lügt“. An dem Ort fanden bis zum Wiederaufbau des Theaters 1953 der Spielbetrieb statt.

### Ära Hans Schalla, 1949 bis 1972

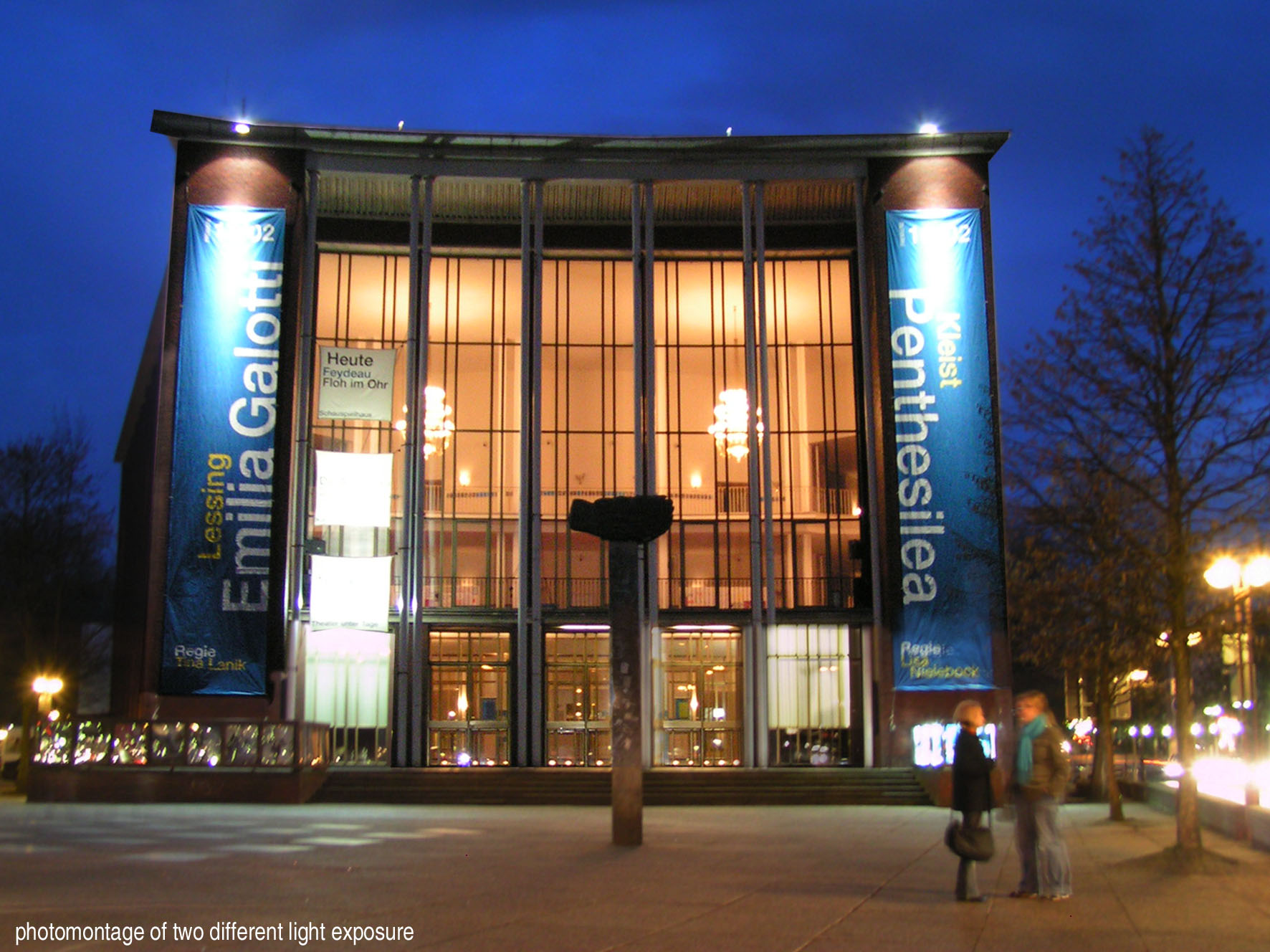
Schauspielhaus Bochum 2007

Zwischen Sommer 1951 und Herbst 1953 entstand auf den alten Fundamenten das heutige Bochumer Schauspielhaus nach den Entwürfen des Architekten Gerhard Graubner. Das unter Denkmalschutz stehende heutige Theatergebäude erhielt die Plakette „Als vorbildliches Bauwerk seiner Zeit ausgezeichnet. (1945–1957)“, die an der Fassade zur Königsallee hängt. Den Zuschauerraum des Schauspielhauses konzipierte Graubner nach dem Vorbild des antiken griechischen Theaters mit stark ansteigenden halbrunden Zuschauerreihen, einem ebenfalls halbrunden Rang und einigen wenigen Logen. Ferner rückte das Spiel näher an den Zuschauer heran, da der Eiserne Vorhang erstmals in einem deutschen Theater halbrund und vor der Vorderbühne angelegt wurde. Bühnenbilder können so bis zur Bühnenrampe gestaltet werden. Nierenförmig angelegte Rauchersalons, Bar- und Garderobenbereiche, aber auch Balkone sind ebenso stilprägend wie die berühmten Bochumer „Tulpenlampen“ der Bochumer Lampenfirma Schumacher (Wand- und Deckenleuchten in floraler Form), Kronleuchter, Nierentische und geschwungene Sofas als typisches Interieur der 1950er-Jahre.
Die vielbeachtete Eröffnung des Neubaus erfolgte am 23. September 1953. In der Tradition des Hauses wurde als erstes Stück Richard III. von Shakespeare gespielt, mit Hanns Ernst Jäger in der Hauptrolle. Seit der Eröffnung wird das Haus als Schauspielhaus Bochum bezeichnet.
Nach Graubners Plänen entstanden rund ein Jahrzehnt später in direkter Nachbarschaft des Schauspielhauses auf dem Gelände des im Krieg zerstörten Adelssitzes Haus Rechen aus dem 15. Jahrhundert auch die Kammerspiele Bochum, die im Oktober 1966 eröffnet wurden, mit einer Zuschauerkapazität von 410 Plätzen gebaut.
Intendant Hans Schalla vermehrte ab 1949 den Ruhm der Shakespeare-Bühne durch zahlreiche Shakespeare-Inszenierungen. Gleichzeitig etablierte er in den 1950er- und 1960er-Jahren Stücke moderner Autoren durch stilistisch ausgefeilte Inszenierungen.
Schwerpunkte waren u. a. Festwochen mit amerikanischer, französischer und englischer Gegenwartsdramatik (z. B. von Arthur Miller, Thornton Wilder, Tennessee Williams, Robert E. Sherwood, Samuel Beckett, Jean Paul Sartre, Henry de Montherlant, Jean Anouilh, Eugène Ionesco, Georges Schehadé, …).Hans Schalla und sein über mehr als zwei Jahrzehnte am Schauspielhaus wirkender Bühnen- und Kostümbildner, Ausstattungsleiter, Regisseur und stellvertretender Intendant Max Fritzsche entwickelten gemeinsam den „Bochumer Stil“. Dieser machte das Schauspielhaus über Deutschlands Grenzen hinweg berühmt. Charakteristisch für den „Bochumer Stil“ ist eine verknappte, nachexpressionistische Spielweise in Räumen von analytischer Klarheit, welche die geistige Dimension sinnlich fassbar machten.
Zahlreiche Einladungen zu Gastspielen ins In- und Ausland, u. a. nach Paris, Venedig und Berlin, zeugen vom Ruf dieses Theaters. Die Aufführung von Sartres Der Teufel und der liebe Gott beim III. Festival de Paris 1956 wurde zu einem triumphalen internationalen Erfolg. Stars wie Bernhard Minetti, Hannes Messemer, Rolf Boysen, Eva-Katharina Schulz, Rosel Schaefer, Rolf Henniger, Claus Clausen, Manfred Heidmann, Rolf Schult und viele andere waren am Schauspielhaus engagiert.

### 1972 bis 2000
Auf Hans Schalla folgte Peter Zadek, der seine erste Spielzeit als Intendant mit der großen Revue Kleiner Mann – was nun? von Hans Fallada eröffnete. Bei Zadek inszenierte Rainer Werner Fassbinder Liliom von Ferenc Molnár, Rosa von Praunheim Menschen im Hotel von Vicki Baum, und Werner Schroeter brachte eine Salomé von Oscar Wilde fast opernartig auf die Theaterbühne. Schauspieler waren u. a. Hannelore Hoger, Rosel Zech, Ulrich Wildgruber, Hermann Lause, Fritz Schediwy und Herbert Grönemeyer. 1972 eröffnete Peter Zadek unter dem Zuschauerraum des großen Hauses eine dritte, kleinere Spielstätte für Studioproduktionen, das „Theater Unten“. 1972–75 war Zadek Generalintendant und 1975–77 Mitglied des Direktoriums am Schauspielhaus Bochum.

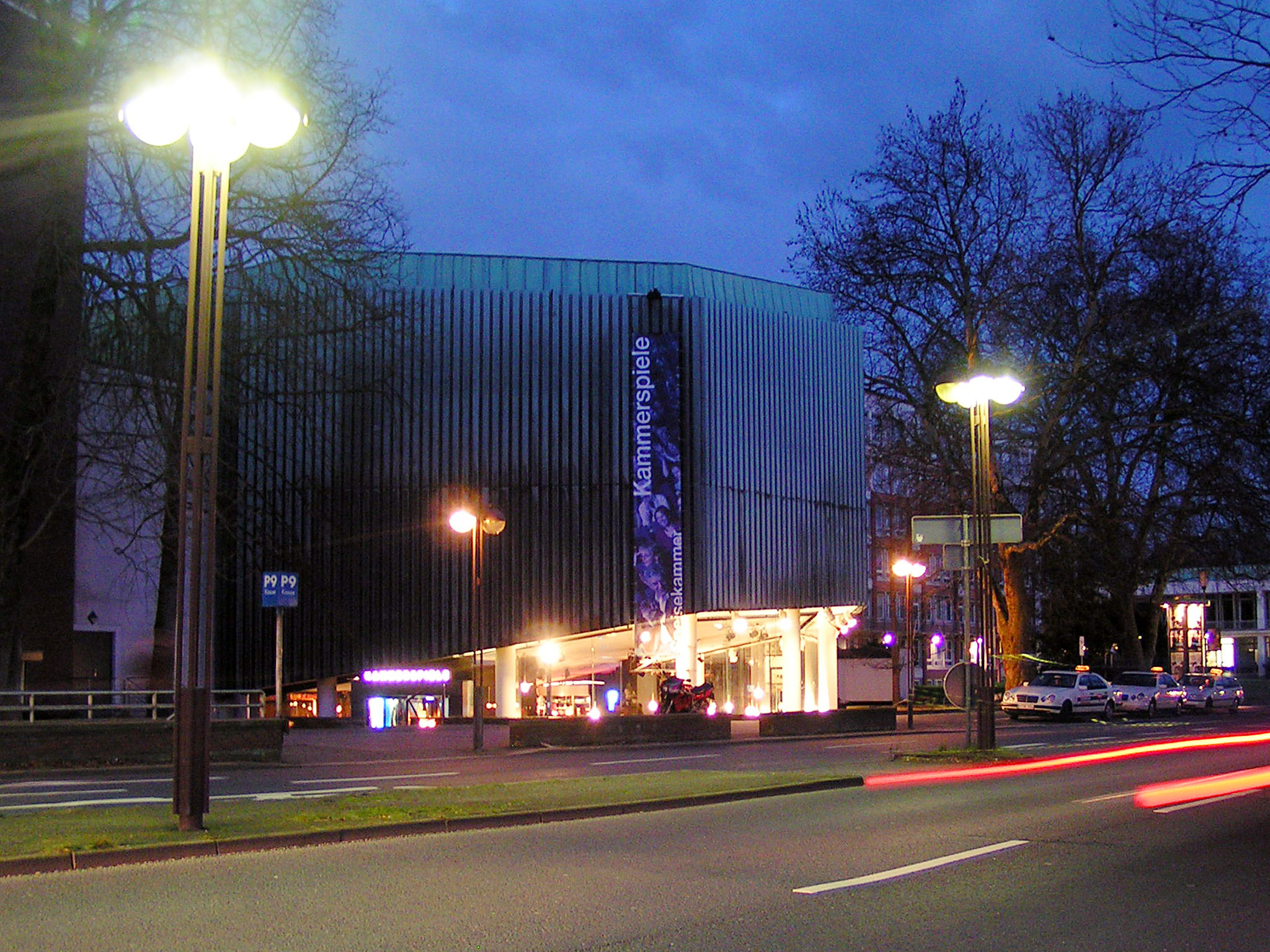
Kammerspiele Bochum

Eine weitere Blütezeit erreichte das Schauspielhaus unter der Intendanz von Claus Peymann Anfang der 1980er-Jahre. Sein Bochumer Ensemble mit Stars wie Gert Voss, Kirsten Dene oder Traugott Buhre galt als innovativstes Theater der Bundesrepublik. Im November 1982 inszeniert er Kleists Hermannsschlacht in einer neuen Interpretation. Das Stück findet in ganz Deutschland und bei europäischen Theaterfestivals große Beachtung. Weiterhin gab es zahlreiche Ur- und Erstaufführungen, so von Thomas Bernhard, Heiner Müller und Herbert Achternbusch.
Nach Peymanns Abschied zum Burgtheater Wien übernahm Frank-Patrick Steckel die Intendanz an der Königsallee. Er brachte Regisseure wie Andrea Breth, B.K. Tragelehn und Jürgen Gosch zum ersten Mal nach Bochum. Er holte auch Reinhild Hoffmann in das Direktorium des Hauses und ihr Tanztheater nach Bochum – ein Novum auf der Bühne des Schauspielhauses. Ihr erstes Stück dort war Machandl (1987).
Im Jahr 1995 kam Leander Haußmann als damals jüngster Intendant Deutschlands an die Bühne. Er strebte zusammen mit seinen Regiekollegen Jürgen Kruse und Dimiter Gotscheff, in bewusstem Kontrast zu seinem Vorgänger, ein lautes, „spaßiges“ Theater an – und machte sich damit in Bochum nicht nur Freunde, schaffte es aber, ein jüngeres Publikum als sein Vorgänger zu begeistern. Das „strahlende Herz“, Logo der Intendanz Haußmann, wurde bundesweit bekannt. Unter seiner Intendanz erfolgte die Uraufführung von Heiner Müllers, kurz nach dessen Tod, Germania III. Gespenster am Toten Mann im Jahr 1996. Haußmann verließ, wie vorher angekündigt, nach Ende seines Vertrages, Bochum.

### 2000 bis zum Kulturhauptstadt-Jahr
Ihm folgte mit dem damals 37-jährigen Matthias Hartmann ein weiterer „Jungintendant“, der ebenfalls in Bochum seine erste Intendanz übernahm. Hartmann gelangen in seiner Amtszeit ebenso öffentlichkeitswirksame Coups wie die Verpflichtung von Harald Schmidt wie auch weithin gefeierte Inszenierungen. 2001 übernahm er die Uraufführung von Bothos Strauß Der Narr und seine Frau heute abend in Pancomedia. Von Fachzeitschriften wurde das Schauspielhaus Bochum deshalb mehrfach als eine der besten deutschsprachigen Bühnen ihrer Zeit ausgezeichnet. Wie sein Vorgänger verließ Hartmann nach nur einer Vertragszeit 2005 das Haus.

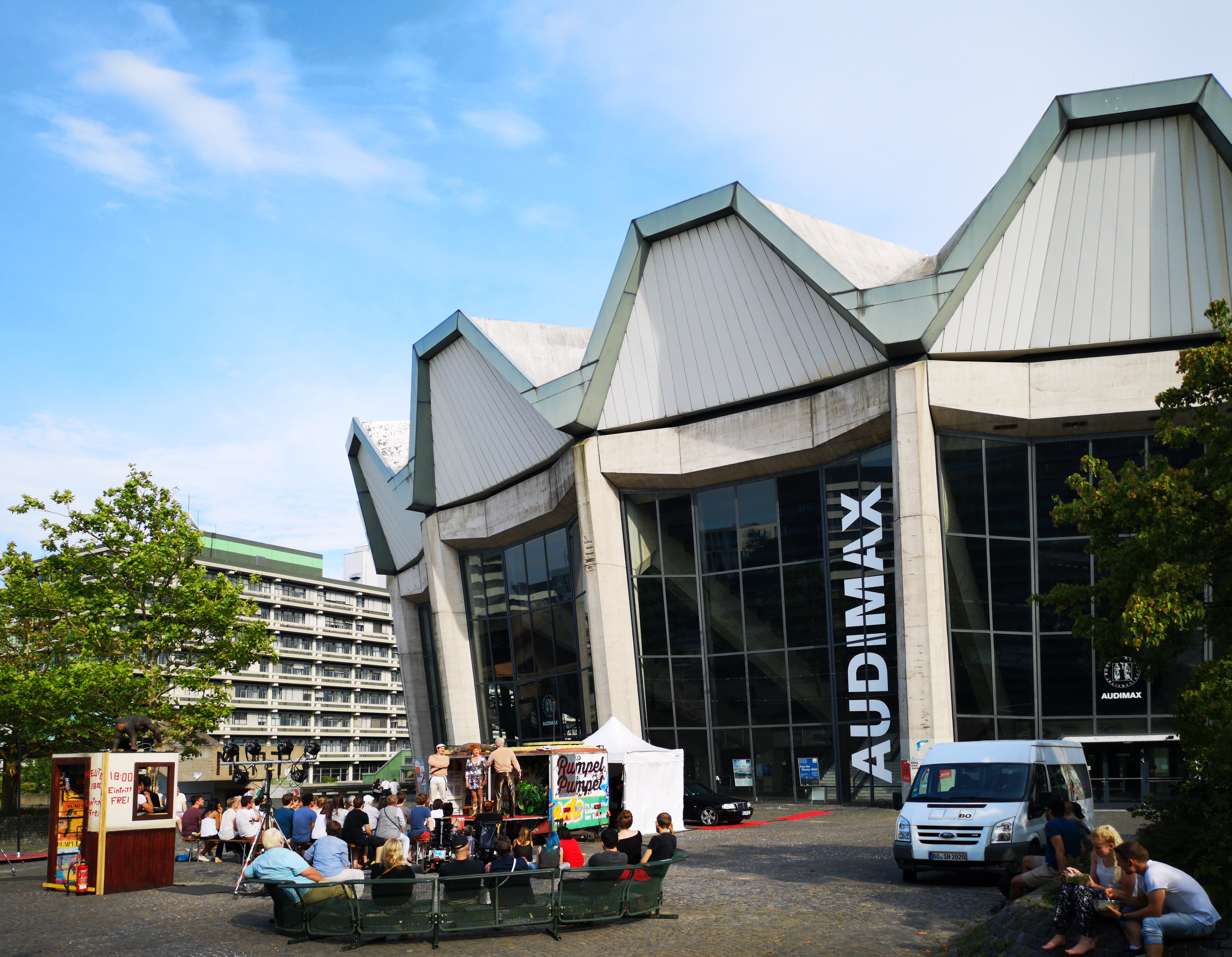
Rumpel-Pumpel-Theater vor dem Audimax der RUB

Mit Beginn der Spielzeit 2005/2006 übernahm der ehemalige Oberspielleiter des Münchner Residenztheaters, Elmar Goerden, die Bochumer Intendanz. Die Zeit seiner Intendanz in Bochum wurde vielfach kritisch beurteilt. Goerden entschloss sich bereits 2008, seinen bis 2010 laufenden Vertrag nicht zu verlängern. Somit kam es ausgerechnet im Kulturhauptstadt-Jahr 2010 zu einem Intendantenwechsel.
Am 12. September 2006 brannte das 2500 m² große Außenlager des Schauspielhauses in Weitmar bis auf die Grundmauern ab. Historische und aktuelle Bühnenbilder, Kostüme und Requisiten sowie wertvolle Technik fielen den Flammen zum Opfer und gingen unrettbar verloren. Der Verlust erzeugte einen immensen finanziellen und ideellen Schaden. Durch eine Welle der Solidarität, in der das Land Nordrhein-Westfalen, bundesweit zahlreiche Theater, Zuschauer und sonstige dem Haus verbundene Menschen durch Kulissen-, Kleider-, Möbel- und Geldspenden halfen, konnte der gefährdete Spielbetrieb eingeschränkt aufrechterhalten bleiben.
Im April 2007 eröffnete ein neuer, an das Schauspielhaus und die Kammerspiele angegliederter Gebäudetrakt mit Malersaal, Kulissenlager und Werkstätten.

### 2010 bis heute
Neuer Intendant mit Beginn der Spielzeit 2010/2011 war Anselm Weber, ehemaliger Intendant des Schauspiels Essen. Er lud sowohl deutsche als auch internationale Künstler nach Bochum ein, einen Spielplan aus Klassikern der Theaterliteratur, modernen Stücken und Uraufführungen zeitgenössischer Autoren zu gestalten.

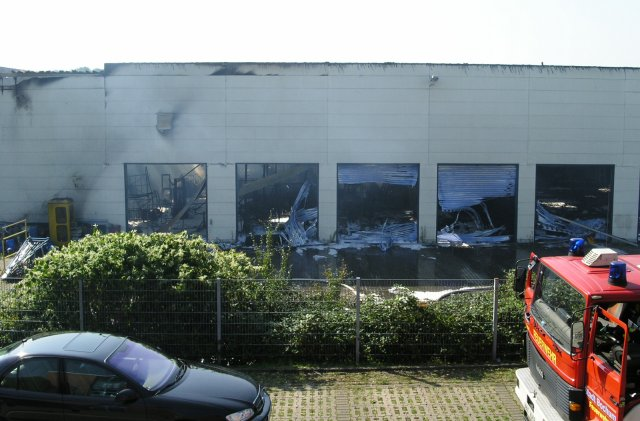
Ausgebranntes Requisitenlager, nur eine Außenmauer steht noch

Schon zur Spielzeit 2010/2011 begann Olaf Kröck als Dramaturg am Schauspielhaus zu wirken, ab 2013 bis 2017 war er dort Chefdramaturg. In der Spielzeit 2017/2018 wurde er Interims-Intendant. 2013/2014 entwickelte er in Bochum als künstlerischer Ko-Leiter das internationale Detroit-Projekt maßgeblich mit, das sich künstlerisch mit den Ursachen und Folgen der „Opel-Krise“ von Bochum auseinandersetzte.
Seit März 2014 wird das Schauspielhaus in der Route der Industriekultur, Themenroute Bochum aufgelistet.
Seit der Spielzeit 2018/2019 ist Johan Simons, früherer Intendant der Ruhrtriennale, Intendant. Seine Inszenierung von Georg Büchners Woyzeck (Koproduktion mit dem Burgtheater Wien) wurde 2019 für die beste Regie mit einem Nestroy ausgezeichnet. 2020 erfolgte Simons’ siebte Einladung zum Berliner Theatertreffen mit seiner Bochumer Hamlet-Inszenierung.
Aufgrund eines Wasserrohrbruchs am 14. Dezember 2019 wurde der Spielbetrieb im Großen Haus bis Mitte Januar größtenteils lahmgelegt. Zwar konnten in den Kammerspielen weiterhin Vorstellungen stattfinden, viele Premieren und Vorstellungen mussten aber abgesagt oder verschoben werden. Auch die beliebte alljährliche Silvesterparty konnte nicht stattfinden. Am 18.01. wurde das Große Haus mit der Premiere von Iwanow (Regie: Johan Simons) wiedereröffnet.
Kurz darauf musste das Schauspielhaus den Spielbetrieb allerdings erneut komplett einstellen: Aufgrund des Coronavirus blieb das Theater zeitweise geschlossen.
Dem Schauspielhaus Bochum wurde 2024 in zwei Kategorien der Theaterpreis „Der Faust“ zugesprochen.

## Oval Office (ehemals Theater Unten / Theater Unter Tage / ZadEck)
Das „Theater Unten“ entstand 1972 unter dem Intendanten Peter Zadek. Unter dem Intendanten Leander Haußmann in Anlehnung an den ehemaligen Intendanten umbenannt in „ZadEck“, erhielt es zu Beginn der Spielzeit 2000/2001 den Namen „Theater Unter Tage“ und wurde mit Beginn der Weber-Intendanz zur Spielzeit 2010/2011 wieder in „Theater Unten“ zurück benannt. Seit Eröffnung der Spielzeit 2018/2019 unter Johan Simons heißt der Raum „Oval Office“ und ist ein wandlungsfähiger Ausstellungsort für renommierte internationale Künstler und Künstlerinnen aus der Film- und Videokunst, der Digital Art oder der Raum- und Lichtkunst.

## Intendanz
- Saladin Schmitt, 1919–1949
- Hans Schalla, 1949–1972
- Peter Zadek, 1972–1979
- Claus Peymann, 1979–1986
- Frank-Patrick Steckel, 1986–1995
- Leander Haußmann, 1995–2000
- Matthias Hartmann, 2000–2005
- Elmar Goerden, 2005–2010
- Anselm Weber, 2010–2017
- Olaf Kröck, 2017–2018
- Johan Simons, 2018–2027
- Nicolas Stemann ab 2027

## Ensemble
Am Schauspielhaus Bochum traten oder treten unter anderem folgende Schauspieler und Gastschauspieler auf:
A
- Michael Abendroth
- Manuela Alphons
- Alessio Attanasio
- Thomas Anzenhofer
- Michael von Au

B
- Dietmar Bär
- Maria Baden
- Veronika Bayer
- Roland Bayer
- Friederike Becht
- Sven-Eric Bechtolf
- Renate Becker
- Maja Beckmann
- Ortrud Beginnen
- El Hedi ben Salem
- Hennes Bender
- Heinz Bennent
- Christian Berkel
- Uwe Dag Berlin
- Brigitte Beyeler
- Sepp Bierbichler
- Andreas Bittl
- Marc Oliver Bögel
- Manfred Böll
- Pierre Bokma
- Marquard Bohm
- Georg Martin Bode
- Martina von Boxen
- Rolf Boysen
- Markus Boysen
- Matthias Brandt
- Charles Brauer
- Martin Bretschneider
- Jele Brückner
- Gerd Brüdern
- Anne-Marie Bubke
- Thomas Büchel
- Manuel Bürgin
- Johann von Bülow
- Traugott Buhre
- Jan-Geerd Buss

C
- Roberto di Camillo
- Margit Carstensen
- Horst Caspar
- Ingrid Caven
- Claus Clausen
- Andrea Clausen

D
- Claude De Demo
- Kirsten Dene
- Ursula Dirichs
- Ralf Dittrich
- Dunja Dogmani
- Cornelia Dörr
- Therese Dörr
- Angelica Domröse
- Minnie Maria Dronke
- Adnan Dushaku

E
- Matthias Eberle
- Maren Eggert
- Werner Eggenhofer
- Christoph Eichhorn
- Werner Eichhorn
- Einstürzende Neubauten
- Martina Eitner-Acheampong
- Bettina Engelhardt

F
- Martin Feifel
- Wolfgang Feige
- Christoph Finger
- Torsten Flassig
- Bettina Fless
- Marina Frenk
- Uwe Friedrichsen
- Elena Friso

G
- Demetrius Galbierz
- Bruno Ganz
- Gerhard Garbers
- Johanna Gastdorf
- Sina-Maria Gerhardt
- Alexander Geringas
- Ann Göbel
- Elisabeth Goebel
- Lukas Graser
- Lucas Gregorowicz
- Anna Grisebach
- Wolfgang Grönebaum
- Herbert Grönemeyer
- Mechthild Großmann
- Andreas Grothgar
- Jonas Gruber

H
- Therese Hämer
- Monika Hansen
- Elisabeth Hart
- Henning Hartmann
- Jürgen Hartmann
- Jens Harzer
- Oliver Hasenfratz
- Rainer Hauer
- Ruth Hausmeister
- Ezard Haußmann
- Paul Herwig
- Edith Heerdegen
- Nicole Heesters
- Urs Hefti
- Patrick Heyn
- Hans Hirschmüller
- Barbara Hirt
- Klaus Höhne
- Eva-Maria Hofmann
- Hannelore Hoger
- Marianne Hoppe
- Mavie Hörbiger
- Traute Hoess
- Dieter Horn
- Martin Horn
- Leopold Hornung
- Karolina Horster
- Nina Hoss
- Dieter Hufschmidt
- Sandra Hüller
- Stefan Hunstein
- Tim-Fabian Hoffmann

I
- Benno Ifland

J
- Peter Jordan
- Stefan Jürgens

K
- Janko Kahle
- Jan Kämmerer
- Michael Kamp
- Klaus Kammer
- Steve Karier
- Christine Kaufmann
- Nikolai Kinski
- Pola Kinski
- Burghart Klaußner
- Zora Klostermann
- Martin Klukas
- Waldemar Kobus
- Sebastian Koch
- Wolfram Koch
- Imogen Kogge
- Lothar Kompenhans
- Hans Korte
- Martina Krauel
- Diether Krebs
- Nils Kreutinger
- Hedi Kriegeskotte
- Joachim Król
- Fabian Krüger
- Annika Kuhl
- Steffi Kühnert
- Holger Kunkel
- Evelyn Künneke
- Raiko Küster
- Günter Kütemeyer

L
- Anabelle Lachatte
- Günter Lamprecht
- Florian Lange
- Leonard Lansink
- Hermann Lause
- Jeong Lee
- Matthias Leja
- Markus Lerch
- Fritz Lichtenhahn
- Karl-Heinz von Liebezeit
- Katharina Linder
- Hugo Lindinger
- Michael Lippold
- Christian Loclair
- Peter Lohmeyer
- Günther Lüders
- Joachim Hermann Luger
- Werner Lustig
- Dörte Lyssewski

M
- Günter Mack
- Michael Maertens
- Hans Mahnke
- Jürgen von Manger
- Ulli Maier
- Paulus Manker
- Mandana Mansouri
- Marie-Luise Marjan
- Arnold Marquis
- Marco Massafra
- Nicola Mastroberardino
- Eva Mattes
- Peter Meinhardt
- Horst Mendroch
- Karl Menrad
- Hannes Messemer
- Ronny Miersch
- Klaus Mikoleit
- Bernhard Minetti
- Tessa Mittelstaedt
- Oliver Möller
- Raphaela Möst
- Magdalena Montezuma
- Karin Moog
- Tobias Moretti
- Volker Mosebach
- Charlotte Müller

N
- Oliver Nägele
- Sascha Nathan
- Tilo Nest
- Natias Neutert
- Veronika Nickl
- Gero Nievelstein
- Arne Nobel

O
- Sabine Orléans
- Karyn von Ostholt-Haas
- Emine Sevgi Özdamar

P
- Kristina-Maria Peters
- Andreas Pietschmann
- Verena Plangger
- Ulrich Pleitgen
- Peter Probst
- Jürgen Prochnow
- Karl-Heinz Pelser
- Christoph Pütthoff
- Friedrich-Karl Prätorius

R
- Bernd Rademacher
- Sierk Radzei
- Felix Rech
- Wolf Redl
- Matthias Redlhammer
- Bettina Redlich
- Carola Regnier
- Dominik Dos-Reis
- Camilla Renschke
- Angelika Richter
- Roland Riebeling
- Agnes Riegl
- Ilse Ritter
- Peter Roggisch
- Nadja Robiné
- Armin Rohde
- Jürgen Rohe
- Klaus Rohrmoser
- Judith Rosmair
- Claude-Oliver Rudolph

S
- Eva Maria Salcher
- Branko Samarovski
- Otto Sander
- Dimitrij Schaad
- Tana Schanzara
- Anna Schäfer
- Rosel Schäfer
- Fritz Schediwy
- Alexander Scheer
- Hanna Scheibe
- Stefan Schießleder
- Kurt Josef Schildknecht
- Roman Schmelzer
- Alexander Maria Schmidt
- Harald Schmidt
- Sylvester Schmidt
- Helge Schneider
- Christine Schönfeld
- Jens Scholkmann
- Ernst Schröder
- Henrik Schubert
- Joana Schümer
- Michael Schütz
- Jana Schulz
- Edith Schultze-Westrum
- Marc Oliver Schulze
- Verena Schulze
- Hanna Schwab
- Martin Schwab
- Cornelius Schwalm
- Lena Schwarz
- Stephan Schwartz
- Thomas Schweiberer
- Krunoslav Šebrek
- Patrick Williams Seebacher
- Cathérine Seifert
- Henning Sembritzki
- Johanna Freyja Sembritzki
- Charlotte Sieglin
- Konrad Singer
- Erika Skrotzki
- Xenia Snagowski
- Sigmar Solbach
- Maik Solbach
- Klaus Sonnenschein
- Peter Sowinski
- Holger Spengler
- Martin Sperr
- Heiner Stadelmann
- Daniel Stock
- Ernst Stötzner
- Werner Strenger
- Catrin Striebeck
- Louisa Stroux

T
- Katharina Thalbach
- Hilmar Thate
- Henriette Thimig
- Anne Tismer
- Jochen Tovote
- Elisabeth Trissenaar
- Lilly Marie Tschörtner

U
- Katja Uffelmann
- Gisela Uhlen
- Stephan Ullrich

V
- Roderik Vanderstraeten
- Atef Vogel
- Felix Vörtler
- Karl-Heinz Vosgerau
- Gert Voss

W
- Jutta Wachowiak
- Christof Wackernagel
- Sven Walser
- Herwig Walter
- Laurens Walter
- Philipp Weigand
- Alexander Weise
- Silvia Weiskopf
- Klaus Weiss
- Rahel Weiss
- Ulrich Wesselmann
- Ulrich Wiggers
- Ulrich Wildgruber
- Szu-Wei Wu
- Thomas Wüpper

X
- Jing Xiang

Z
- Franz Xaver Zach
- Christian Zacharas
- Rymon Zacharei
- Orazio Zambelletti
- Manfred Zapatka
- Rosel Zech
- Eleonore Zetzsche
- Anke Zillich
- August Zirner
- Johannes Zirner
- Matthias Zschokke

## Bochumer Theaterpreis
Seit der Saison 2005/06 wird der Bochumer Theaterpreis jährlich in den beiden Kategorien Haupt- und Nachwuchspreis an zwei Künstler des Schauspielhauses verliehen. Die Nominierung erfolgt durch die Mitglieder des Freundeskreises des Schauspielhauses, eine Jury wählt aus der Liste der Nominierten die Preisträger aus. Die Verleihung erfolgt im Rahmen einer öffentlichen Veranstaltung im Schauspielhaus. Die Preise in den beiden Kategorien sind mit jeweils 3.000 Euro dotiert (Stand 2018).
Bisherige Preisträger (jeweils Haupt- und Nachwuchspreis) waren:
- 2006: Ernst Stötzner und Louisa Stroux
- 2007: Imogen Kogge und Claude De Demo
- 2008: Martin Rentzsch und Christoph Pütthoff
- 2009: Thomas Anzenhofer und Marina Frenk
- 2010: Maja Beckmann und Marco Massafra
- 2011: Nadja Robiné und Dimitrij Schaad
- 2012: Florian Lange und Ronny Miersch
- 2013: Kristina Peters und Nicola Mastroberardino
- 2014: Jana Schulz und Friedrike Becht
- 2015: Sarah Grunert und Bettina Engelhardt
- 2016: Torsten Flassig und Matthias Redlhammer
- 2017: Roland Riebeling und Nils Kreutinger[38]
- 2018: Günter Alt und Raphaela Möst[36]
- 2019: Stefan Hunstein und Svetlana Belesova[39]
- 2020: aufgrund der COVID-19-Pandemie keine Vergabe[40]
- 2022: Maja Beckmann, Gina Haller und Anne Rietmeijer[41]
- 2023: Jele Brückner, Dominik Dos-Reis